# Heribert Smolinsky
Heribert Smolinsky (* 22. November 1940 in Waldbreitbach; † 28. Juli 2012 in Freiburg im Breisgau) war ein deutscher katholischer Geistlicher und Professor für Mittlere und Neue Kirchengeschichte.
Heribert Smolinsky machte zunächst eine Ausbildung zum Bankkaufmann (1957–1960), holte sein Abitur aber 1965 nach. Daraufhin studierte er von 1965 bis 1970 in Trier und Tübingen katholische Theologie. Er wurde 1973 in Würzburg mit einer Arbeit zu Domenico de’ Domenichi (1416–1478) und dessen Schrift De potestate pape et termino eius promoviert. Am 16. Juni 1974 empfing er im Hohen Dom zu Trier die Priesterweihe und wirkte bis 1976 als Kaplan in Trier. Er arbeitete anschließend von 1976 bis 1982 als Universitätsassistent in der Abteilung Kirchengeschichte an der Theologischen Fakultät in Würzburg. 1981 habilitierte er sich in Würzburg mit einer Arbeit über Augustin von Alveldt und Hieronymus Emser.
Er hatte dann von 1983 bis 1988 den Lehrstuhl für Mittlere und Neuere Kirchengeschichte an der Katholisch-Theologischen Fakultät der Ruhr-Universität Bochum inne. 1988 wechselte er an die Albert-Ludwigs-Universität Freiburg. Einen Ruf an die Eberhard Karls Universität Tübingen lehnte er 1995 ab. Seit 1998 war Smolinsky ordentliches Mitglied der Heidelberger Akademie der Wissenschaften. Von 1999 bis 2004 war er Vorsitzender der Gesellschaft zur Herausgabe des Corpus Catholicorum. Im Rahmen des Dies Universitatis erhielt Smolinsky am 21. Juni 2006 die Universitätsmedaille der Albert-Ludwigs-Universität.
Der Forschungsschwerpunkt Smolinskys lag auf der Reformationsgeschichte.

## Schriften
- Domenico de' Domenichi und seine Schrift „De potestate Pape et termino eius“. Edition und Kommentar (= Vorreformationsgeschichtliche Forschungen. Band 17). Aschendorff, Münster 1976, ISBN 3-402-03813-7 (Dissertation, Universität Würzburg, Theologische Fakultät, 1973).
- Augustin von Alveldt und Hieronymus Emser. Eine Untersuchung zur Kontroverstheologie der frühen Reformationszeit im Herzogtum Sachsen (= Reformationsgeschichtliche Studien und Texte. Band 122). Aschendorff, Münster 1984, ISBN 3-402-03769-6 (Habilitationsschrift, Universität Würzburg, 1981).
- Eine Persönlichkeit an der Zeitenwende. Thomas Murner zwischen Spätmittelalter und Moderne (= Badische Landesbibliothek. Vorträge. Band 14). Badische Bibliotheksgesellschaft, Karlsruhe 1988, ISBN 3-89065-015-5.
- als Mitherausgeber der deutschen Ausgabe und Bearbeiter: Die Zeit der Zerreissproben. (1274–1449) (= Die Geschichte des Christentums. Bd. 6). Herder, Freiburg (Breisgau) u. a. 1991, ISBN 3-451-22256-6.
- als Mitherausgeber der deutschen Ausgabe und Bearbeiter: Die Zeit der Konfessionen. (1530–1620/30) (= Die Geschichte des Christentums. Bd. 8). Herder, Freiburg (Breisgau) u. a. 1992, ISBN 3-451-22258-2.
- als Mitherausgeber der deutschen Ausgabe und Bearbeiter: Erster und Zweiter Weltkrieg. Demokratien und totalitäre Systeme. (1914–1958) (= Die Geschichte des Christentums. Bd. 12). Herder, Freiburg (Breisgau) u. a. 1992, ISBN 3-451-22262-0.
- Kirchengeschichte der Neuzeit (= Leitfaden Theologie. Band 21). Band 1. Patmos, Düsseldorf 1993, ISBN 3-491-77944-8.
- Das Erzbistum Freiburg in seiner Geschichte. Heft 3: Frühe Neuzeit. Éditions du Signe, Strasbourg 1994, ISBN 2-87718-158-8.
- als Herausgeber mit Hansgeorg Molitor: Volksfrömmigkeit in der Frühen Neuzeit (= Katholisches Leben und Kirchenreform im Zeitalter der Glaubensspaltung. Band 54). Aschendorff, Münster 1994, ISBN 3-402-02975-8.
- Historia de la Iglesia moderna (= Biblioteca de Teología. Band 18). Herder, Barcelona 1995, ISBN 84-254-1905-0.
- Storia della Chiesa. 3: Epoca Moderna. 1. Queriniana, Brescia 1995, ISBN 88-399-0077-2.
- als Mitherausgeber der deutschen Ausgabe und Bearbeiter: Von der Reform zur Reformation. (1450–1530) (= Die Geschichte des Christentums. Bd. 7). Herder, Freiburg (Breisgau) u. a. 1995, ISBN 3-451-22257-4.
- als Mitherausgeber der deutschen Ausgabe und Bearbeiter: Das Zeitalter der Vernunft. (1620/30–1750) (= Die Geschichte des Christentums. Bd. 9). Herder, Freiburg (Breisgau) u. a. 1998, ISBN 3-451-22259-0.
- als Herausgeber: Diarmaid MacCulloch: Die zweite Phase der englischen Reformation (1547–1603) und die Geburt der anglikanischen Via Media (= Katholisches Leben und Kirchenreform im Zeitalter der Glaubensspaltung. Band 58). Aschendorff, Münster 1998, ISBN 3-402-02979-0.
- Deutungen der Zeit im Streit der Konfessionen. Kontroverstheologie, Apokalyptik und Astrologie im 16. Jahrhundert. Vorgetragen am 21. Juli 2000 (= Schriften der Philosophisch-Historischen Klasse der Heidelberger Akademie der Wissenschaften. Band 20). Winter, Heidelberg 2000, ISBN 3-8253-1144-9.
- als Herausgeber: Die Erforschung der Kirchengeschichte. Leben, Werk und Bedeutung von Hubert Jedin (1900–1980) (= Katholisches Leben und Kirchenreform im Zeitalter der Glaubensspaltung. Band 61). Aschendorff, Münster 2001, ISBN 3-402-02982-0.
- Kirche und Religion in Basel um 1501 (= Vorträge der Aeneas-Silvius-Stiftung an der Universität Basel. Band 38). Schwabe, Basel 2002, ISBN 3-7965-1897-4.
- als Herausgeber und Bearbeiter mit Dieter Mertens: Von der hohen Schule zur Universität der Neuzeit (= 550 Jahre Albert-Ludwigs-Universität Freiburg: Festschrift. Bd. 2). Karl Alber, Freiburg (Breisgau) u. a. 2007, ISBN 978-3-495-48252-0.
- als Herausgeber: Geschichte der Erzdiözese Freiburg. Band 1: Von der Gründung bis 1918. Herder, Freiburg (Breisgau) u. a. 2008, ISBN 978-3-451-28619-3.